# ثمة مختوم
ثمة مختوم (بالفارسية: ثمه مختوم) هي قرية تقع في غلستان في إيران. يقدر عدد سكانها بـ 1,090 نسمة .